# Meldal
Meldal es un municipio del condado de Trøndelag, Noruega. Tiene una población de 3954 habitantes según el censo de 2016 y forma parte del distrito tradicional de Orkdalen. Su centro administrativo es el pueblo de Meldal, que tiene una superficie de 1.04 km² y una población de 609 personas (2009). Otras localidades del municipio son økken Verk, Bjørnli y Storås.
Meldal es conocido por sus actividades mineras en Løkken Verk, siendo el lugar de nacimiento de la empresa minera Orkla. Es también el hogar del festival anual de música Storåsfestivalen.

## Información general
Meldal se estableció como municipio el 1 de enero de 1838. En 1839, el distrito sur de Rennebu fue separado de Meldal para formar un municipio propio. 

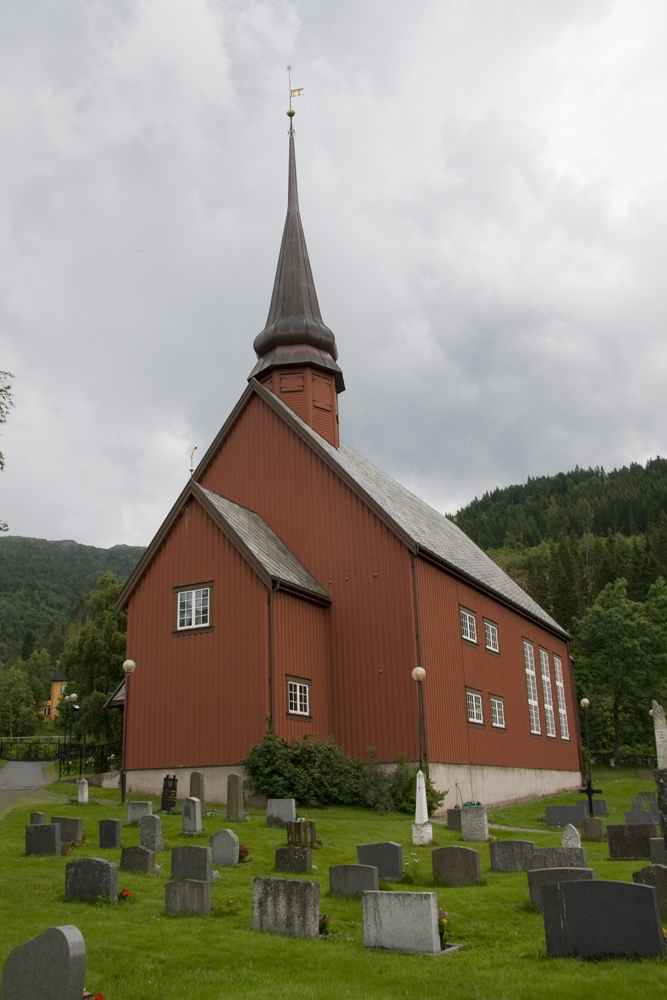
Parroquia de Meldal.

### Etimología
La antigua forma nórdica del nombre era Meðaldalr. El primer elemento es meðal, que significa «medio», y el último elemento es dalr, que significa «valle». El municipio se llama así probablemente debido a que está situado en el centro del valle Orkdalen.

### Escudo de armas
El escudo de armas data de tiempos modernos. Los brazos son una combinación de una rueda como símbolo de la industria local, y una espiga de trigo como símbolo de la agricultura. Ambos elementos son de color amarillo sobre un fondo rojo.

### Iglesias
La Iglesia de Noruega cuenta con dos parroquias (sokn) en el municipio de Meldal.
| Parish (sokn) | Nombre       | Año  | Localización de la iglesia |
| ------------- | ------------ | ---- | -------------------------- |
| Løkken        | Løkken kirke | 1929 | Bjørnli                    |
| Meldal        | Meldal kirke | 1988 | Meldal                     |

## Geografía
El municipio de Meldal se encuentra a lo largo del río Orkla en el centro del valle Orkdalen. Los lagos Hostovatnet y Svorksjøen se encuentran a lo largo de la frontera norte del municipio.
El municipio de Rindal se encuentra al oeste, Rennebu se encuentra al sur, Gauldal Midtre Melhus al este, y Orkdal hacia el norte.
La estación de Løkken es la estación terminal de la línea de ferrocarril Thamshavn.